# Joke de Kruijf
Johanna Maria (Joke) de Kruijf (Amsterdam, 22 juli 1965) is een Nederlandse musical-ster, actrice en lyrische sopraan.
Nadat ze haar havo-diploma had gehaald, deed De Kruijf de vooropleiding voor het conservatorium. Daarna werd ze aangenomen op de show-musical opleiding, een stroming tussen de Academie voor Kleinkunst en de Nel Roos Balletacademie. Naast haar musical rollen deed ze verschillende Nederlandse nasynchronisaties voor Walt Disneyproducties.

## Theater
- Ensemble Sillabub Jellylorum/Victoria/Cassandra/Gumbi/Tantomile in Cats (Hamburg) (1987-1989)
- Ensemble/Cosette in Les Misérables Wenen (1989-1990)
- Ensemble/Christine Daaé in The Phantom of the Opera (Hamburg) (1990-1991)[1]
- Cosette in Les Misérables (Amsterdam/Scheveningen) (1991-1992)
- Christine Daaé in The Phantom of the Opera (Wenen) (1992-1993)
- Christine Daaé in The Phantom of the Opera (Scheveningen) (1993-1994)
- Willeke in Willeke de musical (1995)
- Michaela in Carmen (1995-1996)
- Carlie in Carlie (1996-1997)
- Daisy in Larry, this funny world  (1998)
- Soliste tour van de Zonnebloem Een Zonnebloem van Goud  (1999)
- Vijf verschillende rollen in Tango de valentino  (2000)
- Audrey in Little Shop of Horrors (2000-2001)
- Grace Kelly in Grace de musical  (2001-2002)
- Dorothy in Rocky Over The Rainbow  (2002-2003)
- Lena Bloem in ’T Schaep met de Vijf Pooten  (2003)
- Soliste Telkens weer het dorp  (2003-2004)
- Polly Baker in Crazy for You (2004)
- Soliste Palazzo  (2005)
- Florence in Chess  (2006-2007)
- Soliste Musicals in Ahoy (2002, 2004, 2006)
- Soliste Palazzo (2007)
- Soliste "Musicals to the Max (2007-2008)
- Soliste Forbidden musicals (2008)
- Soliste tour van de Zonnebloem De Huuder (2008-2009)
- Velma Kelly in Chicago (2009-2010)
- Neeltje Sturm-Barentse in 1953 de musical (2010-2011)
- Moeder in Kerstwens de musical (2011)
- Soliste in Musical Classics in Ahoy (2012)
- Jane Smart in Witches of Eastwick (2012)
- Soliste in Nederland Musicalland (2013)
- Sjaan in Diner voor twee tour van de Zonnebloem (2014)
- Moeder van Hannie Schaft in Het meisje met het rode haar (2015-2016)
- Saskia in Liften de muzikale komedie (2018-2019)
- Mathilde Bos/Truus Op hoop van Zegen (2019)
- Saskia in Liften 2 de muzikale komedie (2021)
- Angie Dickinson in The Prom (2022-2023)

## Nasynchronisatie
- Assepoester als Assepoester (1991)
- Belle en het Beest als Belle (1992)
- Doornroosje als Prinses Aurora (1994)
- Mary Poppins als Mary Poppins (1998)
- Belle en het Beest: Een Betoverd Kerstfeest als Belle (1997)
- Belle en het Beest: Belle's Wonderlijke Verhalen als Belle (1998)
- Mickey's Kerst Magie als Belle en Assepoester (2001)
- Disney Princess Betoverde Verhalen: Volg Je Dromen als Prinses Aurora (2007)
- Space Chimps als Kilowat (2009)
- Max en Ruby als Louise (2011)
- Sofia het prinsesje als Assepoester, Prinses Aurora & Belle (2012)
- Ralph Breaks the Internet als Assepoester, Belle & Prinses Aurora (2018)
- Once Upon a Studio als Assepoester & Belle (2023)

## Televisie
In seizoen 1996/1997 presenteerde ze het RTL 5-programma Vegetarisch Kooknieuws, samen met kok Leo Verdel. Op Kindernet presenteerde ze rond 1998 De Kippets. Te paard gezongen bij Jumping Amsterdam (2011) en the Frysian Proms (2017)
- International Standard Name Identifier: 0000 0003 9433 453X
- MusicBrainz: b8713554-b060-4e4b-9a46-320ad20cc72b
- Nederlandse Thesaurus van Auteursnamen: 110585631
- Virtual International Authority File: 288811165
- WorldCat: E39PBJk4yJRybm93D4kBxYp9Dq